# Маргарита Австрійська (1395—1447)
Маргарита Австрійська (нім. Margaretha von Österreich), (нар. 26 червня 1395 — пом. 24 грудня 1447) — представниця династії Габсбургів, донька герцога Австрії Альбрехта IV та Йоганни Софії Баварської, дружина герцога Ландсгут-Баварії Генріха XVI.

## Біографія
Народилась 26 червня 1395 року у Відні. Була первістком в родині Альбрехта Австрійського та його дружини Йоганни Софії Баварської, з'явившись на світ за п'ять років після їхнього весілля. За два місяці після її народження батько став герцогом Австрійським, змінивши на престолі її діда Альбрехта III. За два роки сімейство поповнилося сином, якого також назвали Альбрехт.

Батько помер при облозі Зноймо, коли дівчинці було 9. Матір більше не одружувалася, основною її метою стало влаштування шлюбів дітей. Її не стало, коли Маргариті виповнилося 15, проте вже був узгоджений майбутній союз принцеси із герцогом Ландсгут-Баварії Генріхом XVI. Заручини відбулися у 1405 році.

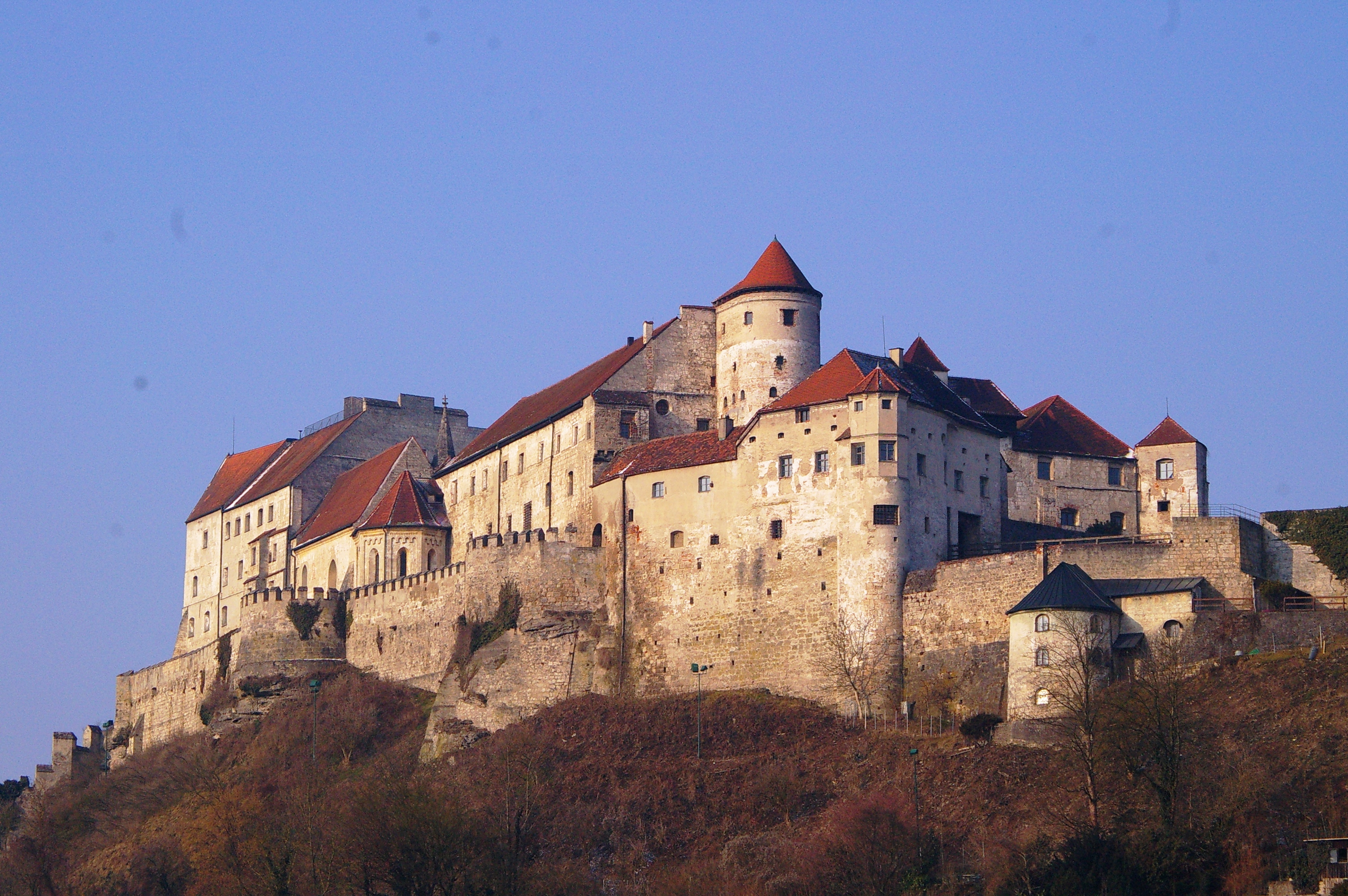
Замок Бурггаузен

У віці 17 років Маргарита стала дружиною 26-літнього герцога Ландсгут-Баварії Генріха XVI. Весілля пройшло в Ландсгуті 25 листопада 1412. У подружжя народилося шестеро дітей.
Одною із резиденцій подружжя був замок Бурггаузен, де народилися всі сини пари. Переважно, там жила лише Маргарита з дітьми. Жінка скаржилася на безжальність чоловіка та його ощадливість, яка межувала зі скупістю.
Маргарита померла в канун Різдва 1447 року. Була похована у монастирі Зелігенталь.

## Родина
Чоловік — Генріх XVI (герцог Баварії)
Діти:
- Йоганна (1413—1444) — дружина пфальцграфа Мосбаха Оттона I, мала дев'ятеро дітей;
- Альбрехт (1414—1418) — прожив 4 роки;
- Фрідріх (1415—1416) — прожив 1 рік;
- Людвіг (1417—1479) — герцог Ландсгут-Баварії у 1450—1479 роках, був одружений з Амалією Саксонською, мав четверо дітей;
- Єлизавета (1419—1451) — дружина графа Вюртемберг-Штутгарта Ульріха I, мала четверо дітей;
- Маргарита (1420—?) — черниця у монастирі